# Agrostis x bjoerkmanii
Agrostis x bjoerkmanii é uma espécie de gramínea do gênero Agrostis, pertencente à família Poaceae.